# Flugplatz Courchevel

i7
i11
i13
Der Flugplatz Courchevel (IATA-Code: CVF, ICAO-Code: LFLJ) ist ein französischer Flugplatz mitten im Skigebiet Courchevel auf einer Höhe von 2007 m (6600 ft). Er wird als Altiport bezeichnet.
Die Landebahn ist nur 538 m lang und weist eine Steigung von bis zu 18,66 % auf. Für Piloten ist es somit nicht möglich durchzustarten. Der Altiport gilt als einer der gefährlichsten Flugplätze der Welt.
Für den Anflug ist eine eigene Qualification Montagne, d. h. eine Anflugerlaubnis für Altiports, oder eine sechs Monate gültige permission für diesen Flugplatz erforderlich.
Der Flugplatz wurde früher auch von Linienflügen bedient, zuletzt etwa mit Dash-7-Turboprop-Flugzeugen der Linie Tyrolean Airways. Heute wird der Altiport von Hubschraubern und Kleinflugzeugen benutzt. Als Rahmenprogramm zum alljährlichen Skisprung-Sommer-Grand-Prix in Courchevel nutzen Kunstflugstaffeln den Altiport als Stützpunkt.

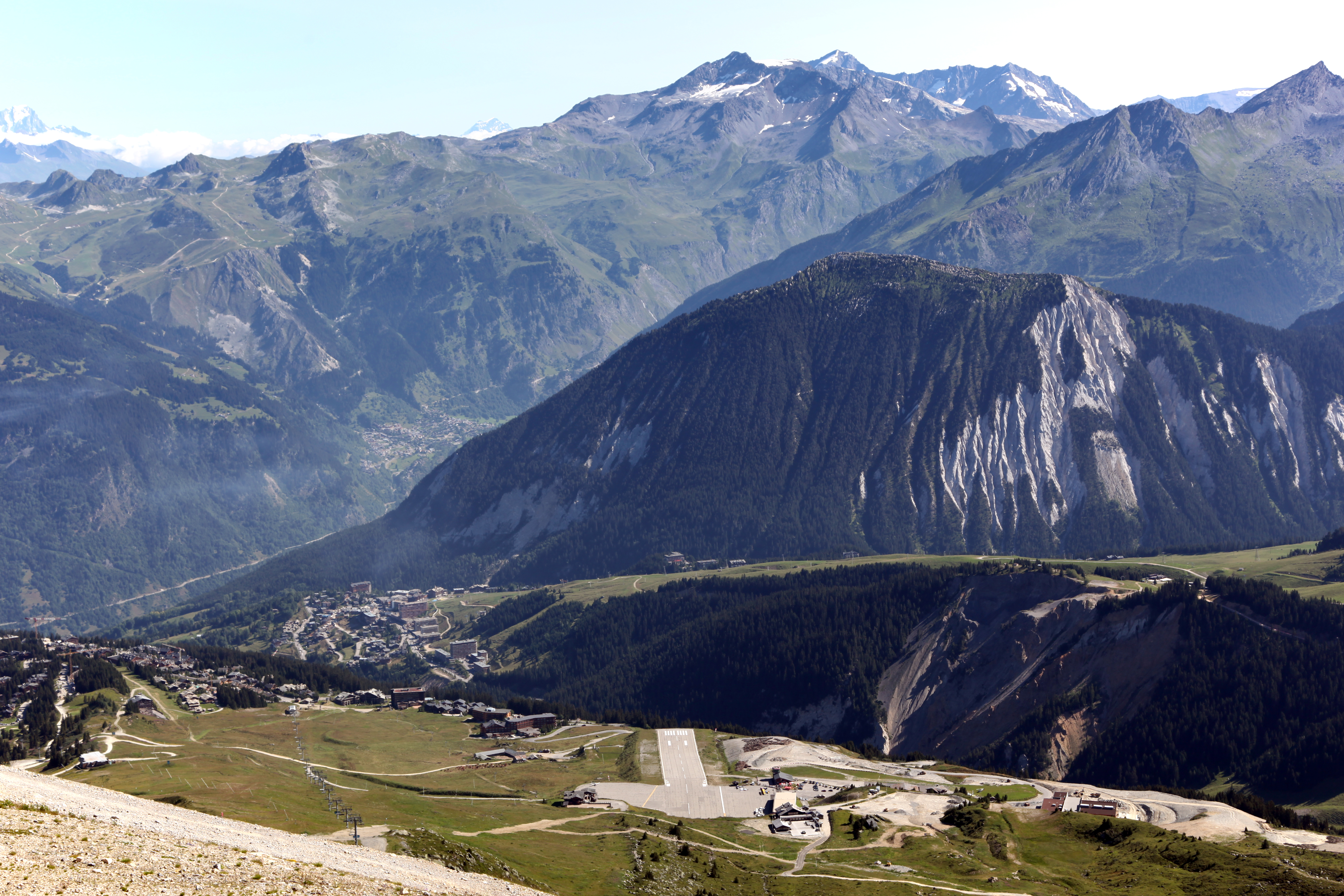
Der Altiport in Courchevel